# Pont Martin Luther King de Cotonou
Le Pont Martin Luther King de Cotonou (ou Nouveau pont) est le second pont de la ville de Cotonou. Long de 430 mètres, il relie les rives ouest et est de la lagune de Cotonou.

## Caractéristiques techniques
Le pont est long de 430 mètres et a été construit en 1980.

## Galerie de photo

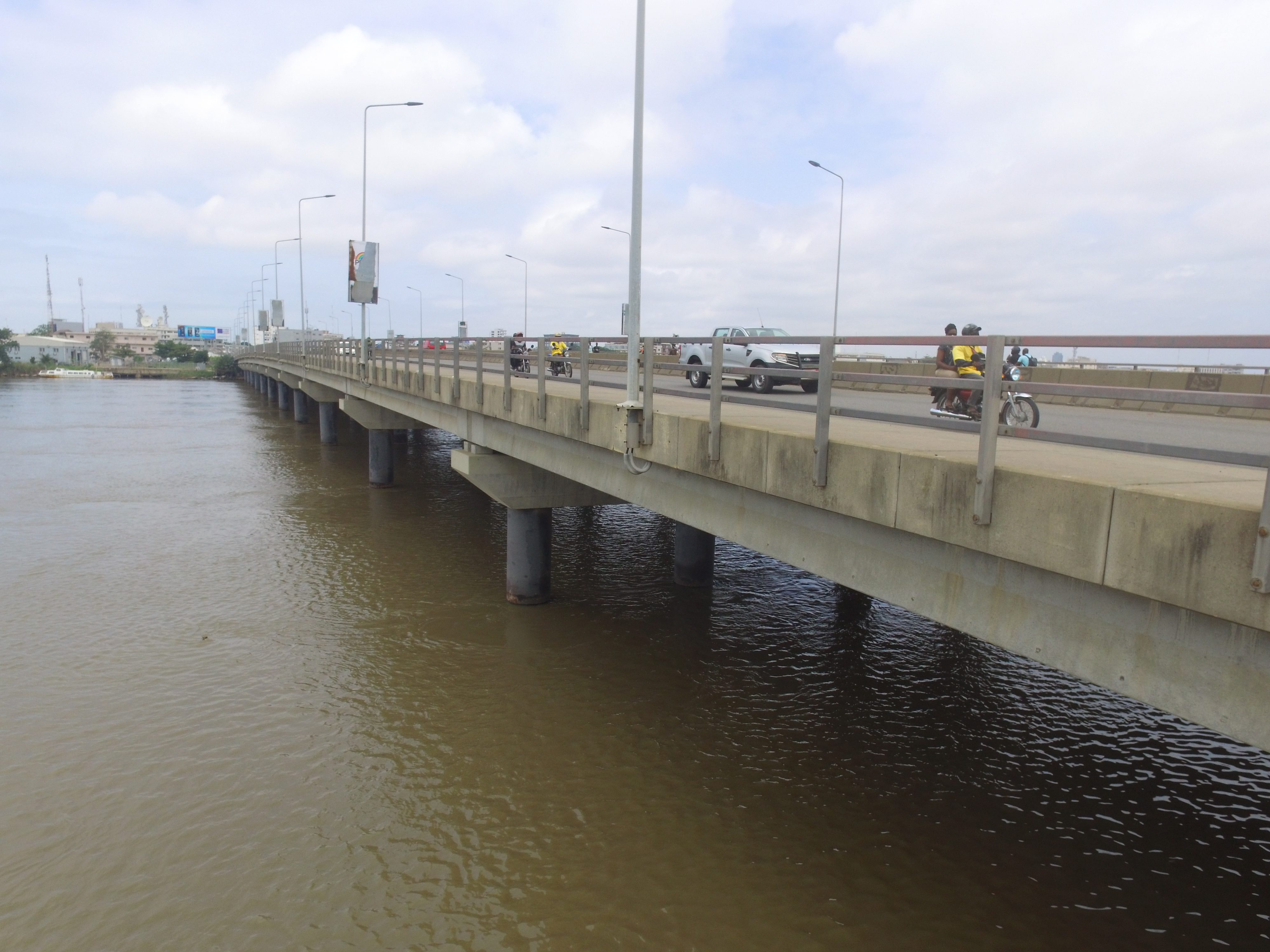
Pont Martin Luther King de Cotonou du Benin
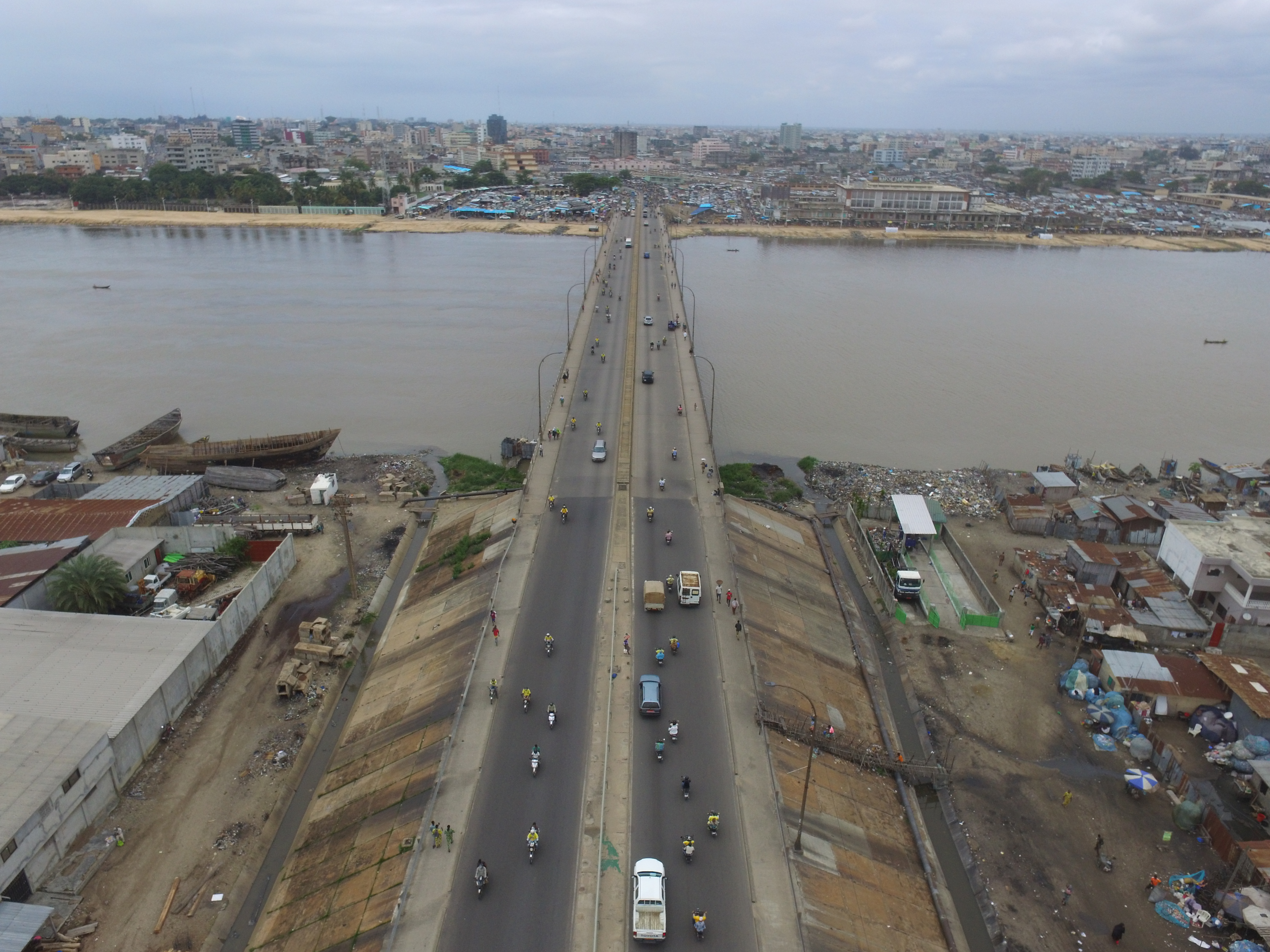
Pont Martin Luther King de Cotonou, Benin
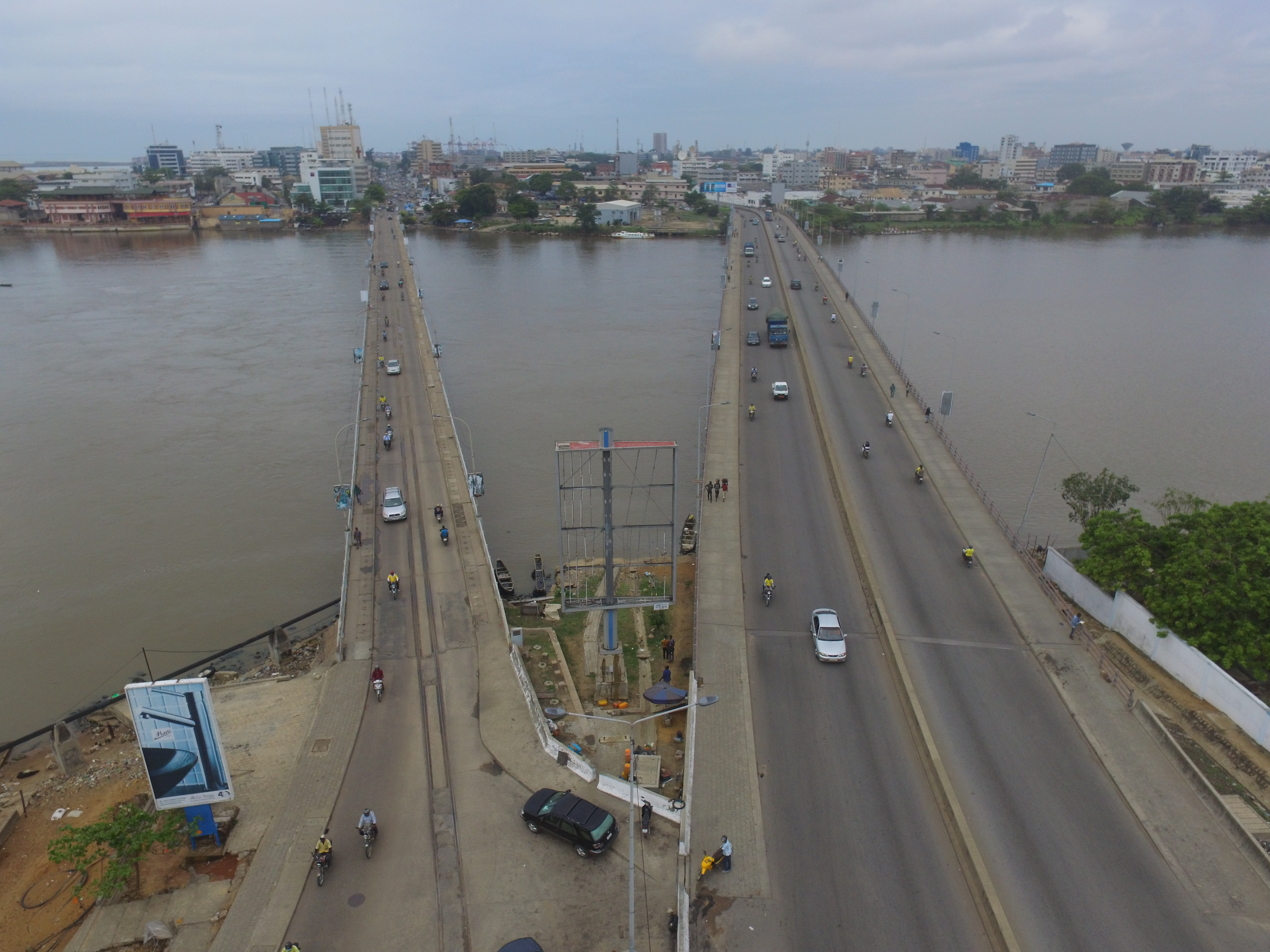
Ponts Konrad-Adenauer et Martin Luther King de Cotonou, Benin